# The Loobenfeld Decay
The Loobenfeld Decay es el décimo episodio de la serie The Big Bang Theory estrenado el 24 de marzo del 2008 en los Estados Unidos, escrito por Bill Prady, Lee Aronsohny dirigido por Chuck Lorre.

## Referencia al título
El título The Loobenfeld Decay (traducido al español como "La resultante de Loobenfeld") hace referencia a Toby Loobenfeld, el personaje que se hace pasar por el primo de Sheldon, Leopold Houston, inventado por el físico para mentirle a Penny.

## Sinopsis
Todo comienza cuando Sheldon y Leonard discuten en la puerta de su edificio acerca del universo de Terminator y se ven interrumpidos al escuchar los alaridos de una mujer cantando. Espantados, ven llegar a Penny segundos después bajando por la escalera. Tras una breve charla, ella los invita a un musical llamado "Rent" a lo cual ellos se niegan al unísono. Leonard le miente diciéndole que asistirán a un Simposio sobre Moléculas Positrónicas. Esto inicia la serie de mentiras sobre la cual gira el capítulo.
Sheldon queda preocupado al estar involucrado en una mentira y despierta a Leonard a las dos de la madrugada para decírselo. Él le dice que no quería ir al musical para evitar la incomodidad de tener que decirle a Penny que le gustó como cantó debido al protocolo social. Aún preocupado, Sheldon irrumpe el sueño de Leonard una vez más para informarle que su mentira resultaba inconvincente pero este, molesto, le cierra la puerta en su cara. Al día siguiente (o mejor dicho, un rato más tarde), Sheldon visita a Penny y le dice que Leonard mintió acerca del simposio porque se avergonzaba de que en realidad fuera a llevar al primo de él, Leopold Houston, a Long Beach para rehabilitación de drogadictos. Sin embargo, le pide a ella que le siga la mentira del simposio a Leonard para evitar un mal momento.Cuando Leonard despierta, Sheldon le cuenta su red de mentiras con su falso primo Leo y este, presagiando lo peor, aguarda el desastre. 
Por la noche del viernes Penny pasa a desearle suerte a ambos en el simposio antes de ir al musical. Sin embargo, Raj y Howard llegan pisándole los talones, se quejan de no haber sido invitados al simposio y desbaratan todo. Finalmente, Penny le "informa" a Leonard que ya sabe la "verdad" y se lo explica a todos. Luego de que ella se vaya, los recién llegados se enteran de la maraña de mentiras y deciden ir a Long Beach.
Más tarde, luego de volver de Long Beach, Sheldon despierta a Leonard aturdido debido a que según la biografía que escribió sobre Leo este nunca hubiera ido a rehabilitación. Él, sin decir una palabra, lo hecha de la habitación arrojándole una taza del Queen Mary.
Al despertar, Leonard se encuentra con un extraño quien le informa que cumple el papel del falso primo de Sheldon. Exasperado, discute con él, hasta que llega Sheldon y se queja de que Leo no entienda bien su papel. Mientras esto pasa, Penny golpea la puerta y Sheldon le presenta a Leopold. Este comienza un discurso acerca de su vida en filipinas que Leonard detiene alejando a Penny.
Al final, Penny y Leo se encuentran mirando la TV y este último aprovecha su situación apoyándose en el hombro y diciéndole que algún día estará bien.